# Новотроицкая поселковая община
Новотроицкая поселковая община (укр. Новотроїцька селищна громада) — территориальная община в Геническом районе Херсонской области Украины.
Создана вследствие административно-территориальной реформы в 2020 году на территории расформированного Новотроицкого района путём объединения Новотроицкого и Сивашского поселковых советов, Василевского, Владимиро-Ильинского, Воскресенского, Горностаевского, Громовского, Дивненского, Зелёновского, Новониколаевского, Новомихайловского, Новопокровского, Отрадовского, Александровского, Подовского, Сергеевского, Сивашовского, Фёдоровского, Чкаловского сельских советов. Всего община включила 2 посёлка Новотроицкое, Сивашское и 42 села. Своё название община получила от названия административного центра — посёлка Новотроицкое. Население общины на 2021 год составляло 35 173 человек, площадь общины 2296,3 км².

## Населённые пункты
В состав общины входят посёлки Новотроицкое, Сивашское, сёла Александровка, Благовещенка, Василевка, Водославка, Вознесенка, Воскресенка, Воскресенское, Горностаевка, Громовка, Двойное, Дивное, Дружелюбовка, Заозёрное, Захаровка, Зелёное, Калиновка, Катериновка, Качкаровка, Ковыльное, Кривой Рог, Лиходедовка, Маячка, Метрополь, Новомихайловка, Новониколаевка, Новопокровка, Новореповка, Новоукраинка, Оверьяновка, Отрадовка, Перемога, Подовое, Попелак, Садовое, Свиридоновка, Сергеевка, Сивашовка, Софиевка, Фёдоровка, Чкалово, Чумацкий Шлях, Ясная Поляна.

## Органы власти
Председатель общины — Збаровский Петр Николаевич.

Администрация — посёлок Новотроицкое, ул. Соборная, д. 77.

## История общины
С февраля 2022 года община находится под российской оккупацией в ходе вторжения России в Украину.